# Школа при церкви Святого Иоанна
Школа при церкви Святого Иоанна — старейшая школа города Риги с латышским языком обучения. В настоящее время не существует.
Основана в 1585 году в помещении (притворе) бывшего доминиканского монастыря, располагавшемся в Иоанновом подворье. Обучение велось на латышском и немецком языках (примерно 60 процентов занятий проходили на немецком, а 40 — на латышском). Детей из семей прихожан латышской лютеранской общины, религиозным центром которых по распоряжению Стефана Батория стала церковь Святого Иоанна, обучали молитвам и духовным песнопениям, чтению и письму. Первыми учителями Иоанновской школы являлись кюстеры (помощники пастора) и органисты Иоанновской церкви.
В 1706 году в школе обучалось 33 мальчика и 30 девочек. К этому времени по-прежнему сохранялась пропорциональная норма проведения занятий на немецком и латышском языках, однако языки изучались порознь, а внеязыковые предметы — на родном языке учащихся, что обусловило их разделение на два потока. В 1778 году, по многочисленным ходатайствам представителей националистического крыла балтийских немцев, школа была полностью переведена на немецкий язык обучения.

Фрагмент крепостной стены, находившийся внутри здания школы

В 1885 году, в рамках губернской реформы образования, школу при Иоанновской церкви включили в число городских элементарных школ. К тому времени школа Святого Иоанна превратилась в женскую школу и была объединена с другой женской школой — Святой Анны, тем самым оформившись после слияния в новое учебное заведение, получившее название Первой городской начальной школы. Срок обучения в ней составлял четыре года. Изучались предметы, общие для всех рижских элементарных школ: Закон Божий, государственный русский язык (помимо того, каждый учащийся имел возможность изучать свой родной язык), естествознание, история, география, математика, пение, гимнастика и рукоделие для девочек.
В 1930-е годы историческое здание Иоанновской школы окончательно пришло в упадок и было снесено. Внутри него обнаружился участок старинной крепостной стены, отреставрированный к 1960 году.